# Pico Gran Quayrat
El pico Gran Quayrat se encuentra en el valle de Oô, cordillera de Pirineos (Francia).

## Primera ascensión
Fue el segundo tresmil conquistado, en 1789. Una numerosa caravana, liderada por el físico Henri Reboul, subió desde Astau.

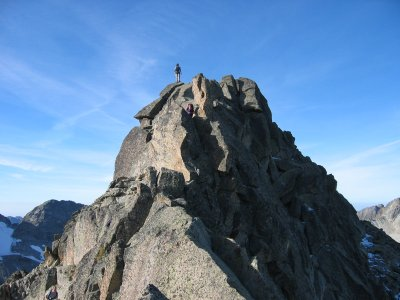
Cima del Gran Quayrat

## Aproximación
- Datos: Q2717767
- Multimedia: Pic du Grand Quayrat / Q2717767